# نیروهای مسیحی نخستین جنگ صلیبی
این مقاله در رابطه با رهبران، ساختار و میزان نیروهای مسیحی نخستین جنگ صلیبی (شاهزادگان) ــ که شامل جنگ صلیبی عوام‌الناس نیز می‌شود ــ است. مجموع نیروهای جنگ صلیبی شاهزادگان حدود ۴۰ تا ۶۰ هزار نفر تخمین زده شده است که ۳۵ تا ۵۰ هزار آنها پیاده‌نظام و ۷ تا ۱۰ هزار آنها سواره‌نظام بوده‌اند.

## ارتش‌های مسیحیان لاتین
جنگ صلیبی اول، جنگی با همکاری گروهی اعزام‌شوندگان بود که هر کدام از آنها رهبر خود را داشتند. به هر حال بعضی از اشخاص بیشتر از سایرین برجسته و تاثیرگذارتر بودند. از میان این افراد، احتمالاً بوهموند تارانتو مهم‌ترین و تأثیرگذارترین فرمانده نظامی بود. بوهموند پسر رابرت گیسکارد، فاتح مشهور جنوب ایتالیا، که در دهه ۱۰۵۰ میلادی متولد شد و به‌واسطه تولدش در سن مارکو، وی را «مارک» نامیدند. نام بوهموند برگرفته از غول اساطیری است که مارک به‌واسطه داشتن فیزیکی بزرگ و قوی به این نام شهرت یافته بود. در دوران نوجوانی بود که وی مبدل به فرمانده نیروها و ارتش مزدور پدرش شد. پی بردن بوهموند به اینکه نامادری‌اش، وی را مانع پیشرفتی برای بردار ناتنی‌اش، رابرت بروسا، می‌دانست، سبب شد تا بوهموند توجه خود را به سمت قلمری بیزانس برگرداند اما در بعضی از برخوردها با امپراتور جدید بیزانس، آلکسیوس یکم، شکست خورد.
در حقیقت اعلان جنگ نخست صلیبی در زمانی مناسب برای بوهموند بود چراکه باعث شد فرصت‌هایی برای وی در شرق مهیا شود. ارتشی که وی به همراه خود به جنگ صلیبی برد، هرچند کوچک بود اما تأثیر نظامی بزرگی داشت. بلافاصله پس از پایان یافتن جنگ اول صلیبی، در حالی که وی کنترل انطاکیه را به‌دست گرفته بود، توسط امیر ترکان دانشمندی اسیر شد. پس از اسارت طولانی مدت، بوهموند در سال ۱۱۰۴ میلادی آزاد شد و تانکرد، خواهرزاده خود را به نیابت از خود در انطاکیه منصوب کرد و خود به ایتالیا بازگشت که وی در آنجا مجدداً درگیری‌های خود را با امپراتوری بیزانس که اکنون مبدل به خصومت شخصی با امپراتوری آلکسیوس شد بود، آغاز کرد. لشکرکشی بزرگ‌سال ۱۱۰۵ سبب شد تا بوهموند جایگاه خود را به‌عنوان شاهزاده انطاکیه از دست دهد در حالی که وی آلکسیوس را به‌عنوان ارباب خود پذیرفت. بوهموند در مارس ۱۱۱۱ در جنوب ایتالیا مرد و در کلیسای کانوزا دفن شد.
ریموند سنت-ژیل از یکی اعضای قدیمی‌ترین خاندان‌های مشهور در فرانسه بود. وی کنت تولوز، مارکی پروانس، دوک ناربون و کنت سنت‌ژیل بود. به‌هرحال، وی عمر خود را به‌عنوان کنت تریپولی در لبنان در حالی زندگی ساده‌ای داشت، به‌پایان رساند. دلیل اقامت ریموند در شرق و عدم بازگشت به سمت فرانسه تا اندازه‌ای رمزآلود مانده‌است. وی در خطر از دست دادن موقعیت خود در جنوب فرانسه نبود جایی که وی یکی از ثروتمندترین لردهای و جنگجویان مشهور و به‌نام بود. با این حال این مشخص است وی هرگز قصد بازگشت به فرانسه را نداشت، سوگند یاد کرده بود که به این عهد وفا کند، و همراه با همسر خود به سمت شرق برود و پسرش، برتراند، را به عنوان جانشین خود در تولوز منصوب کند. برعکس برخی از رهبران جنگ اول صلیبی، ریموند سنت‌ژیل براثر الهامات مذهبی در این جنگ شرکت کرد. ارتش وی بزرگ بود و به‌خوبی تجهیز شده بود و در تخصص‌های جنگی همچون ابزار محاصره مهارت داشت اما تأثیرات نظامی ارتش وی کمتر از انتظارات و توقعات بود.
گادفری بوین در حدود سال ۱۰۶۱ میلادی به‌دنیا آمد و پسر دوم اوستاس دوم، کنت بولونی بود. مادر وی دختر دوک گادفری دوم، لورین سفلی بود اما در سال ۱۰۷۶، امپراتور آلمان از رسیدن گادفری بوین به دوک‌نشین پدربزرگش ممانعت کرد، ولی در سال ۱۰۸۹ به‌عنوان دوک انتخاب شد. ادامه تنش میان گادفری و امپراتوری آلمان، هاینریش بدین معنا بود که در زمان اعلام جنگ صلیبی اول مقام دوکی گادفری بوین در معرض خطر قرار می‌گرفت. بدین‌ترتیب وی قبل حرکت به سمت شرق اکثر اموال و املاک خود فروخت یا به رهن گذاشت چون به احتمال زیاد قصد بازگشت به اروپا را نداشت.
گادفری نقش عمده و شاخصی تا زمان محاصره اورشلیم ــ که نیروهای تحت فرمان وی بودند که اول وارد شهر شدند ــ بازی نکرد. پس از آن بود که گادفری به صورت توافقی به‌عنوان حاکم شهر مقدس تازه مسخره‌شده انتخاب شد. وی عنوان پادشاه را در این مکان که مسیح تاج خاردار بر سر کرده بود، رد کرد و در عوض عنوان و مدافع مقبره مقدس را قبول کرد. گادفری در ژولای ۱۱۰۰ درگذشت تا تا برادر جوانتر او بالدوین جانشین وی شود. در عرض چند سال زندگی گادفری بوین مبدل به افسانه شد، به‌خصوص در افسانه «مجموعه جنگ صلیبی» نوشته شده در قرن ۱۲ میلادی.
کنت رابرت فلاندرز که به شدت ثروتمند بود و به نظر می‌رسد که اهداف و جاه‌طلب‌هایی مادی برای حضور در شرق نداشته‌است. به نظر می‌رسد که وی به دلایل مذهبی و اعتقادی عازم شرق شده‌است با این حال وی قصد داشت پس از اتمام این سفر به وطن خود بازگردد. کنت رابرت نورماندی برنامه مشخصی برای بازگشت به خانه داشت. وی پسر ارشد دوک ویلیام نورماندی، یا همان پادشاه ویلیام فاتح انگلستان، و دوباره به عنوان جانشین مطرح شد اما هر بار با موقعیت خود را با شورش از دست داد. به هر حال وی به‌عنوان دوک نورماندی در سال ۱۰۸۷ و تقریباً مقارن با مرگ با ویلیام فاتح انتخاب شد. پس از آن وی سعی بر خلع بردارش، ویلیام دوم، پادشاه انگلستان، کرد. پس از حضور وی در نخستین حرکت صلیبی، رابرت نورماندی در سال ۱۱۰۰، به اروپا بازگشت در حالی برادر کوچکترش با عنوان هنری یکم به تخت پادشاهی انگلستان رسیده بود. وی بار دیگر برای رسیدن به تاج‌وتخت اقدام کرد اما شکست خورد و دوک‌نشین نورماندی را که در سال ۱۰۸۶ به‌دست آورده بود، از دست داد و به هنری یکم واگذار کرد؛ و سرانجام در سال ۱۱۳۴ در زندانی در کاردیف مرد.
بالدوین بولونی در قیاس با سایر فرماندهان شرکت کننده در جنگ نخست، موفق‌ترین شخص بود. وی با اعلان جنگ صلیبی به برادرش، گادفری بوین و اوستاس دوم کنت بولون پیوست تا در این جنگ شرکت کند. وی در ابتدا شخصی دون پایه همراه قدرت نظامی محدود بود. و احتمالاً به این دلیل که جاه‌طلبی زیادی از ابتدا داشت، توانست موقعیت خوبی در بین نیروهای صلیبی قبل از رسیدن شام ایجاد کند. بدین ترتیب توانست کنت‌نشین ادسا را برای خود به دست آورد. زمانی که گادفری بوین در اورشلیم درگذشت، بالدوین به‌عنوان جانشین بردارش و پادشاه اورشلیم انتخاب شد.
کنت استفان بلوآ یکی از ثروتمندترین مردانی است که در جنگ اول شرکت کرد. به نظر می‌رسد که انگیزه وی براش شرکت در این جنگ، بیشتر مذهبی بوده‌است. با این حال استفان با ترغیب همسرش، آدلا، دختر ویلیام نورماندی در جنگ صلیبی کرد. وی هیچ قصدی برای ماندن در شرق نداشت و در واقع قبل از فتح اورشلیم و در سال ۱۰۹۸، به فرانسه بازگشت. پس از آن بود که با فشار خانواده و به‌خصوص همسرش، بار دیگر وی را مجبور کردند که نذر زیارت خود از اورشلیم را به صورت کامل به‌جای آورد.
تانکرد هووتویل از دیگر فرماندهان شرکت‌کننده در نخستین جنگ صلیبی بود. پدر وی فردی نورمن به نام اودو «مارکی خوب» در منطقه‌ای در جنوب ایتالیا و مادرش دختر رابرت گیسکارد بود. در باب زندگانی اولیه تانکرد اطلاعات زیادی وجود ندارد ولی احتمالاً در این مدت زبان عربی و یونانی را فراگرفته است. عمویش، بوهموند تارانتویی، وی را برای شرکت در جنگ صلیبی در سال ۱۰۹۶ ترغیب کرد. وی احتمالا بخش اصلی سپاه صلیبی به سمت فلسطین را همراهی می‌کرد در حالی که بوهموند در انطاکیه مانده بود چرا که وی نگران تحت‌الشعاع قرار گرفتن قدرت عمویش بود. تانکرد پس از آن باقی عمر خود را به‌عنوان شاهزاده جلیله گذراند و از سال ۱۱۰۴ نایب‌السلطنه بوهموند در زمان طولانی‌مدت اسارتش بود و توانست در طول مدت‌های پیروزی‌هایی علیه همسایگان مسلمان و مسیحی خود کسب کند و مناطقی را به قلمرو ضمیمه کند. وی سرانجام در سال ۱۱۱۲ درگذشت.

## ارتش‌های مسیحیان شرق
امپراتور آلکسیوس کومننوس یکم از آوریل ۱۰۸۱ تا زمان مرگش در اوت ۱۱۱۸ بر امپراتوری بیزانس حکومت کرد. پسر جان کومننوس، حیات سیاسی خود رابه عنوان یک فرمانده تحت نظر میخائیل هفتم و نیکوفوروس سوم آغاز کرد. آلکسیوس و برادرش پس از مدتی از نیکوفوروس سوم روی گرداندند و علیه وی شوریدند و در فوریه ۱۰۸۱ قسطنطنیه پایتخت امپراتوری بیزانس را متصرف شدند. آلکسیوس با کمک اشراف نظامی بیزانس به سلطنت رسید، همسر توانمندش ایرنه که از خانواده نظامی قدرتمند دوکایی می‌آمد. موفقیت‌های تاحدودی نظامی و تا حدودی دیپلماتیک بود. همچینی آلکسیسوس اول دست به تجدد وضع حکمرانی سراسری بیزانس همراه با افزایش متمرکز کردن قدرت خود تا جایی که ممکن بود، کرد.
تاتیسیوس که در جریان نخستین جنگ صلیبی همرا ه با نیروهای صلیبی تا انطاکیه بود، سابقه شایان وحیات جالب توجهی داشته‌است. وی در حدود سال ۱۰۵۷ متولد شده و پدرش که «ساراسن» خوانده می‌شد، توسط جان کومننوس، پدر امپراتور آلکسیوس کومننوس، اسیر شد. تاتیسیوس اولین ترکی است که توانسته در امپراتوری بیزانس به مقام فرماندهی ارتش بیزانس برسد. منابع صلیبی ذکر می‌کنند که بینی تاتیسیوس قطع شده یا شکاف برداشته است که نشانه بردگی یک شخص در امپراتوری بیزانس است. با این حال برای نخستین از وی به عنوان دیده‌بان نام برده شده، اما در زمان امپراتور آلکسیوس و به دستور وی طی لشکرکشی علیه مهاجمین نورمنی در بالکان به مقام پریمیکریس بزرگ رسید و با فرمان امپراتور ترکان در اطراف اهرید مستقر شدند. بین سال‌های ۱۰۸۶ و ۱۰۹۵، تاتیسیوس علیه ترکان پچنگ در بالکان و ترکان سلجوقی در آناتولی جنگید و به‌خاطر مهارت وی در فرماندهی نیروهای مزدور ترک و اروپای غربی مورد ستایش برخی منابع قرار گرفته‌است. وی در نقش خود به عنوان فرمانده نیروهای بیزانس در آناتولی، نیروهای صلیبی که از آناتولی عبور می‌کردند به عنوان نماینده امپراتور آلکسیوس را همراهی کرد و شهرهای تسلیم‌شده را به نام امپراتور دریافت می‌کرد.